# Garapan
Garapan – census-designated place (miejscowość spisowa) w Marianach Północnych, na wyspie Saipan. Według danych szacunkowych na rok 2009 liczyła 4414 mieszkańców. Ośrodek turystyczny. Piąta co do wielkości miejscowość kraju. Siedziba oddziałów urzędów federalnych Stanów Zjednoczonych.